# Menu Fretin
Menu Fretin (en russe : Meliouzga) est une nouvelle d’Anton Tchekhov, parue en 1885.

## Historique
Menu Fretin est initialement publié dans la revue russe Les Éclats en 1885, signée A.Tchékhonté.  

## Résumé
Névyrazimov est de permanence dans son administration le jour de Pâques. Il écrit ses vœux à son chef de service. Il a pris le tour d’un collègue contre deux roubles. Enfermé, il entend les bruits de ceux qui s’amusent au dehors. Et s’il y allait lui aussi s’amuser, s’il volait et fuyait en Amérique ! Non, il va finir ses vœux en espérant qu’un jour, on l’augmente de seize à dix huit roubles par mois. 
Quelle vie triste que la sienne ! Il se venge sur un cafard en le brûlant vif.

## Édition française
- Menu Fretin, traduit par Édouard Parayre, in Œuvres I, Paris, Éditions Gallimard, coll. « Bibliothèque de la Pléiade » no 197, 1968  (ISBN 978-2-07-0105-49-6).